# Chris Sununu
Christopher T. "Chris" Sununu [səˈnuːnuː], född 5 november 1974 i Salem i New Hampshire, är en amerikansk republikansk politiker, affärsman och ingenjör. Han är guvernör i New Hampshire sedan 2017.
Han är son till John H. Sununu som var guvernör 1983–1989 och yngre bror till den tidigare senatorn John E. Sununu.
Sununu besegrade demokraten Colin Van Ostern i guvernörsvalet i New Hampshire 2016.